# توميسلاف جوميلت
توميسلاف جوميلت (7 يناير 1995 بسيساك في كرواتيا - ) هو لاعب كرة قدم كرواتي في مركز الوسط. لعب مع توتنهام هوتسبير ورويال أنتويرب وسي إف آر كلوج ونادي باري وإسبانيول ب.

## وصلات خارجية
- توميسلاف جوميلت على موقع الاتحاد الأوربي (الإنجليزية)
- توميسلاف جوميلت على موقع قاعدة بيانات كرة القدم.إي يو (الإنجليزية)
- توميسلاف جوميلت على موقع Soccerway.com (الإنجليزية)